# Elecciones generales de la República Dominicana de 1990
Las elecciones generales se celebraron en la República Dominicana el 16 de mayo de 1990.  Tras un largo conteo de votos, Joaquín Balaguer del Partido Reformista Social Cristiano fue declarado ganador de las elecciones presidenciales, mientras que en las elecciones legislativas en el Congreso, el PRSC recibió la mayoría de los votos y ganó la mayoría. En el Senado, aunque el Partido de la Liberación Dominicana ganó la mayoría de los escaños en la Cámara de Diputados. La participación electoral fue del 59.9%.
La victoria de Balaguer provocó protestas y acusaciones de fraude. Esto llevó a la Autoridad Electoral Central a introducir varias reformas a la ley electoral en 1992, incluido un aumento en el número de miembros de la Autoridad y la producción de un nuevo censo electoral.